# Casa Ravà
Casa Ravà è un palazzo di Venezia, ubicato nel sestiere di San Polo, affacciato sul lato destro del Canal Grande.

## Storia
Fu ricostruito in luogo dell'antica residenza veneziana del patriarca di Grado.

## Descrizione
Edificio neogotico, con torretta merlata laterale e giardino antistante